# Henri de Parville
Henri de Parville, conocido en España como Enrique de Parville, pseudónimo de François Henri Peudefer (Évreux, 27 de enero de 1838 - 11 de julio de 1909), periodista, escritor, divulgador científico y pionero de la ciencia ficción europea.

## Biografía
Fue redactor científico del Journal Officiel de la République Française y, desde la muerte de Tissandier, fue redactor jefe de La Nature. Publicó numerosos artículos de divulgación científica en las revistas La Nature, La Science illustrée, la Revue Scientifique, el Journal des débats, Le Constitutionnel, Le Moniteur y Le Correspondant, entre ellos, una famosa divulgación del problema de la Torre de Hanói. De estos artículos llegó a publicar 28 volúmenes, recogidos bajo el título general de Causeries scientifiques. Fue nombrado caballero de la Legión de Honor a los treinta años, en 1868, y oficial de la misma en 1900. La Academia de Ciencias francesa instituyó un premio cuatrienal que lleva su nombre destinado a recompensar trabajos u obras de historia de las ciencias o de Epistemología.
Fundándose en una fantasía suya escrita como bulo para un periódico francés en 1864, compuso una larga novela epistolar pionera del género de la ciencia ficción, Un habitante del planeta Marte (1865), por sugerencia del editor de Julio Verne. Esta novela fue raudamente traducida al español (1868) y al italiano (1875), entre otras lenguas. En catorce cartas cuenta cómo una expedición geológica descubre en la cordillera de los Andes un gigantesco aerolito de forma ovoidal enterrado bajo varios estratos que contiene la momia de un extraterrestre. Bajo el nombre de Enrique de Parville se publicaron sus artículos de divulgación también en España, en la sección "Crónica Científica" de la Revista Europea de Madrid (1874).

## Obras
- Causeries scientifiques: découvertes et inventions, progrès de la science et de l’industrie, F. Savy (Paris) et J. Rothschild, Paris, 1861-1890.
- Un habitant de la planète Mars, roman d'anticipation, J. Hetzel, Paris, 1865. Traducción española: MAdrid: Biblioteca Universal Económica, 1868.
- L’Électricité et ses applications: exposition de Paris (2.e éd., revue et augmentée d’une table alphabétique des matières et des figures et d’une table des noms cités), G. Masson, Paris, 1883
- Itinéraire dans Paris: Exposition universelle de 1867; précédé de Promenades à l’Exposition, Garnier frères, 1867.
- La clef de la science (1889).